# Цвиллингский сельсовет
Цвиллингский сельсовет — сельское поселение в Соль-Илецком районе Оренбургской области Российской Федерации.
Административный центр — посёлок Дивнополье.

## Название
Название сельсовет получил в честь большевика С.М.Цвиллинга, погибшего в станице Изобильной (ныне центр соседнего Изобильного сельсовета) в апреле 1918 года.

## История
Статус и границы сельского поселения установлены Законом Оренбургской области от 2 сентября 2004 года № 1424/211-III-ОЗ «О наделении муниципальных образований Оренбургской области статусом муниципального района, городского округа, городского поселения, установлении и изменении границ муниципальных образований»

## Население
| 2010 | 2012 | 2013 | 2014 | 2015 |
| ---- | ---- | ---- | ---- | ---- |
| 851  | ↘826 | ↗834 | ↘822 | ↗830 |

## Состав сельского поселения
| № | Населённый пункт | Тип населённого пункта          | Население |
| - | ---------------- | ------------------------------- | --------- |
| 1 | Дивнополье       | посёлок, административный центр | 742       |
| 2 | Землянский       | посёлок                         | 109       |